# Topeka (Indiana)
Topeka é uma cidade  localizada no estado americano de Indiana, no Condado de LaGrange.

## Demografia
Segundo o censo americano de 2000, a sua população era de 1159 habitantes.
Em 2006, foi estimada uma população de 1198, um aumento de 39 (3.4%).

## Geografia
De acordo com o United States Census Bureau tem uma área de
3,6 km², dos quais 3,6 km² cobertos por terra e 0,0 km² cobertos por água. Topeka localiza-se a aproximadamente 275 m acima do nível do mar.

## Localidades na vizinhança
O diagrama seguinte representa as localidades num raio de 16 km ao redor de Topeka.